# Konkordiahütte
Die Konkordiahütte (auch Mehrzahl Konkordiahütten) ist eine Berghütte der Sektion Grindelwald des Schweizer Alpen-Clubs in den Berner Alpen. Sie liegt auf 2850 m ü. M., etwa 200 Meter (Stand 2017) über dem Konkordiaplatz, dem Ursprung des Aletschgletschers, inmitten des UNESCO-Weltnaturerbes Jungfrau-Aletsch-Bietschhorn.

## Geographische Lage

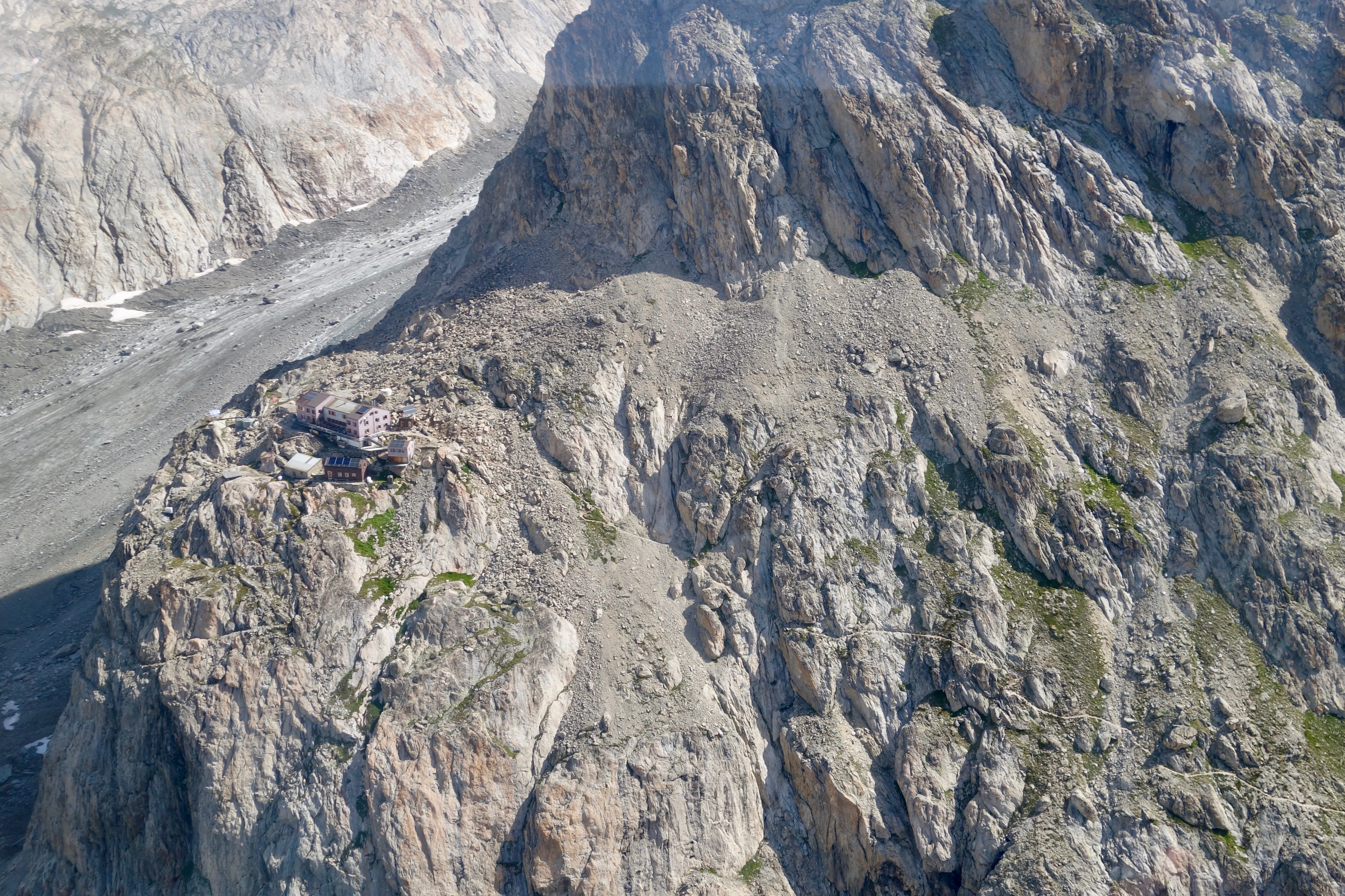
Konkordiahütte (mit sichtbarem Südzugang)

Die Konkordiahütte liegt inmitten der Berner Alpen und ist von zahlreichen bekannten Bergen und grossen Gletscherströmen umgeben. Direkt westlich liegt der Konkordiaplatz, an dem sich der Grüneggfirn, der Jungfraufirn und der Grosse Aletschfirn zum Grossen Aletschgletscher vereinigen. Südöstlich liegt das Gross Wannenhorn, östlich das Fiescher Gabelhorn (3876 m ü. M.), nordöstlich befindet sich mit dem Finsteraarhorn der höchste Gipfel der Berner Alpen. Nördlich schliessen sich die Viertausender Grünhorn, Hinter und Gross Fiescherhorn an. Nordwestlich folgen der Mönch und die Jungfrau. Westlich über dem Konkordiaplatz liegen die Beinaheviertausender Gletscherhorn (3982 m ü. M.) und Äbeni Flue (3961 m ü. M.). Im Südwesten liegt das vergletscherte Aletschhorn. Nach Süden fliesst mit dem Aletschgletscher der grösste Gletscher der Alpen in Richtung Rhonetal.

## Zugang
Die Konkordiahütte ist nur schwierig zu erreichen. Alle Zustiege führen über Gletscher und sind dementsprechend als Hochtouren eingestuft (Schwierigkeit L).
Der kürzeste Zustieg erfolgt vom nordwestlichen Jungfraujoch, welches mit der Jungfraubahn von der Kleinen Scheidegg erreicht werden kann. Vom Jungfraujoch führt der Weg über den Jungfraufirn zum Konkordiaplatz und über diesen zu den Hüttenfelsen. Die letzten Meter führen vom Gletscher über lange Metalltreppen mit insgesamt 467 Stufen (Stand 2017) zur Hütte. 
Von der südlichen Walliser Seite ist die Hütte am besten von Fiesch erreichbar. Mit der Seilbahn erreicht man die Fiescheralp (2212 m ü. M.), von der ein Weg am Märjelesee vorbei auf den Aletschgletscher führt. Über diesen nach Norden gelangt man zu einem 1996 neu erstellten Südzugang zur Hütte (teilweise mit Drahtseilen gesichert).
Weitere sehr lange Anstiege durch das Lötschental oder das Fieschertal sind möglich.

## Besteigungsmöglichkeiten
Von der Konkordiahütte sind zahlreiche prominente Berge, darunter mehrere Viertausender, besteigbar. Im Sommer handelt es sich dabei um klassische Hochtouren unterschiedlichsten Schwierigkeitsgrades, weniger um Klettertouren. So zum Beispiel das Gross Grünhorn über den Südwestgrat (WS+), Aletschhorn über die Haslerrippe (ZS+), Mönch (ZS−), Jungfrau (ZS−), Äbeni Flue (L), Dreieckshorn durch die Ostflanke (WS+), Grünegg (Klettertour bis III+).
Im Winter und Frühjahr sind die meisten Gipfel mit Skiern besteigbar.

## Übergänge
Es sind folgende Übergänge zu anderen Hütten möglich:
- südwärts auf dem Grossen Aletschgletscher zur Gletscherstube am Märjelensee (2363 m ü. M.)
- über den Grossen Aletschfirn zur Lötschenhütte Hollandia (3173 m ü. M., SAC)
- durch die Grünhornlücke zur Finsteraarhornhütte (3048 m ü. M., SAC)
- über den Grossen Aletschgletscher zur Oberaletschhütte (2640 m ü. M., SAC)
- über den Jungfraufirn zur Mönchsjochhütte (3657 m ü. M.,)

## Geschichte
Bereits 1877 wurde durch das Zentralkomitee des Schweizer Alpen-Clubs eine erste Hütte erbaut. Die Bauzeit betrug nur fünf Wochen und die „alte Hütte“ bot Platz für 20 Personen. Sie war gut frequentiert, sodass im Jahr 1898 der Bau einer weiteren Hütte erfolgte. Der Pavillon Cathrein, erbaut durch den Fiescher Hotelier Emil Cathrein, der auch schon den Bau der ersten Hütte unterstützte, hatte zwölf Betten und ein Matratzenlager. Der Preis für eine Übernachtung im Zweibettzimmer betrug sechs Schweizer Franken. 
Nur zehn Jahre später erbaute die frisch gegründete SAC-Sektion Grindelwald eine dritte Hütte. Dabei wurde sie durch Gustav Hasler, einen Schweizer Industriellen, unterstützt. Hasler war Präsident der neu gegründeten Sektion und begeisterter Bergsteiger. Nach ihm ist die Haslerrippe am Aletschhorn benannt. Das Material wurde in nur fünf Wochen über die Jungfraubahn hergeschafft, der eigentliche Aufbau erfolgte in einer Woche. Diese dritte Hütte erhielt den Beinamen „Haslerhütte“.
Kurze Zeit konkurrierten alle drei Hütten miteinander. 1946 kaufte der SAC Grindelwald den Pavillon Cathrein für 45'000 SFr. 1951, 1967 und 1976 erfolgten verschiedene Umbauten, Vergrösserungen und Anpassungen an aktuelle Standards. 1996 wurde die Hütte das letzte Mal, für insgesamt zwei Millionen Schweizer Franken, umgebaut und modernisiert.

### Zustieg und Gletscherschmelze

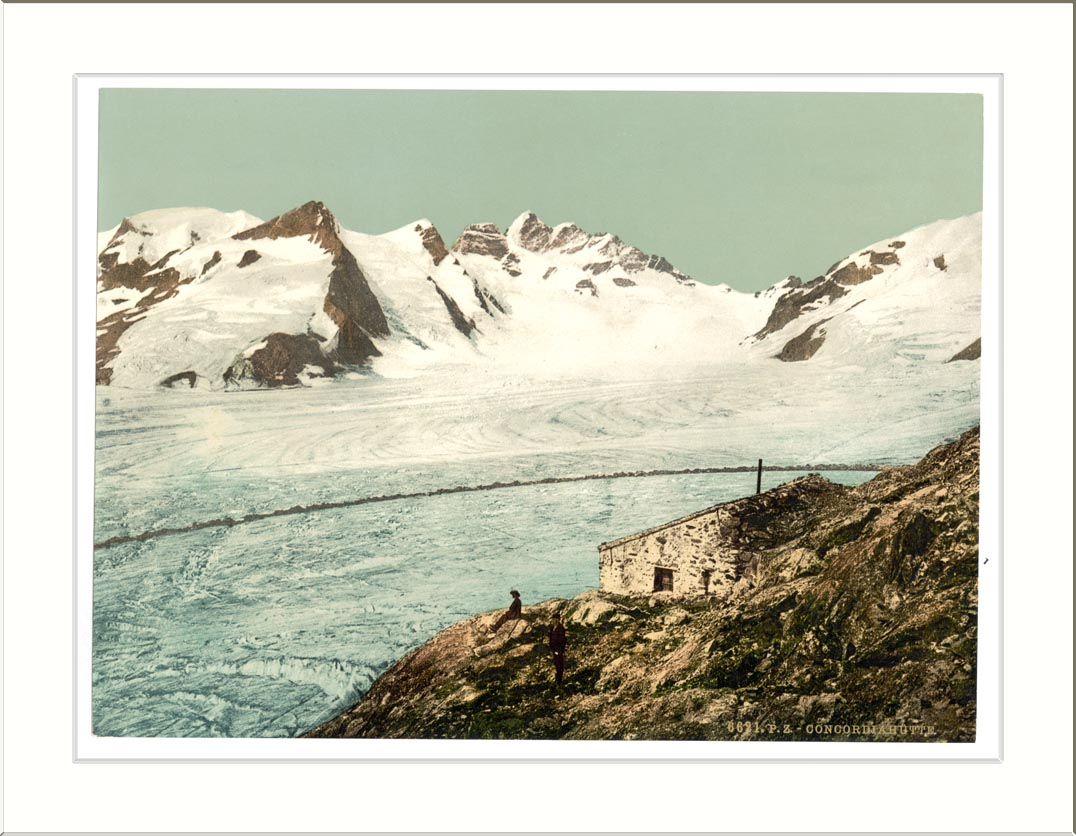
Die alte Konkordiahütte mit Blick auf den Konkordiaplatz (undatiert)

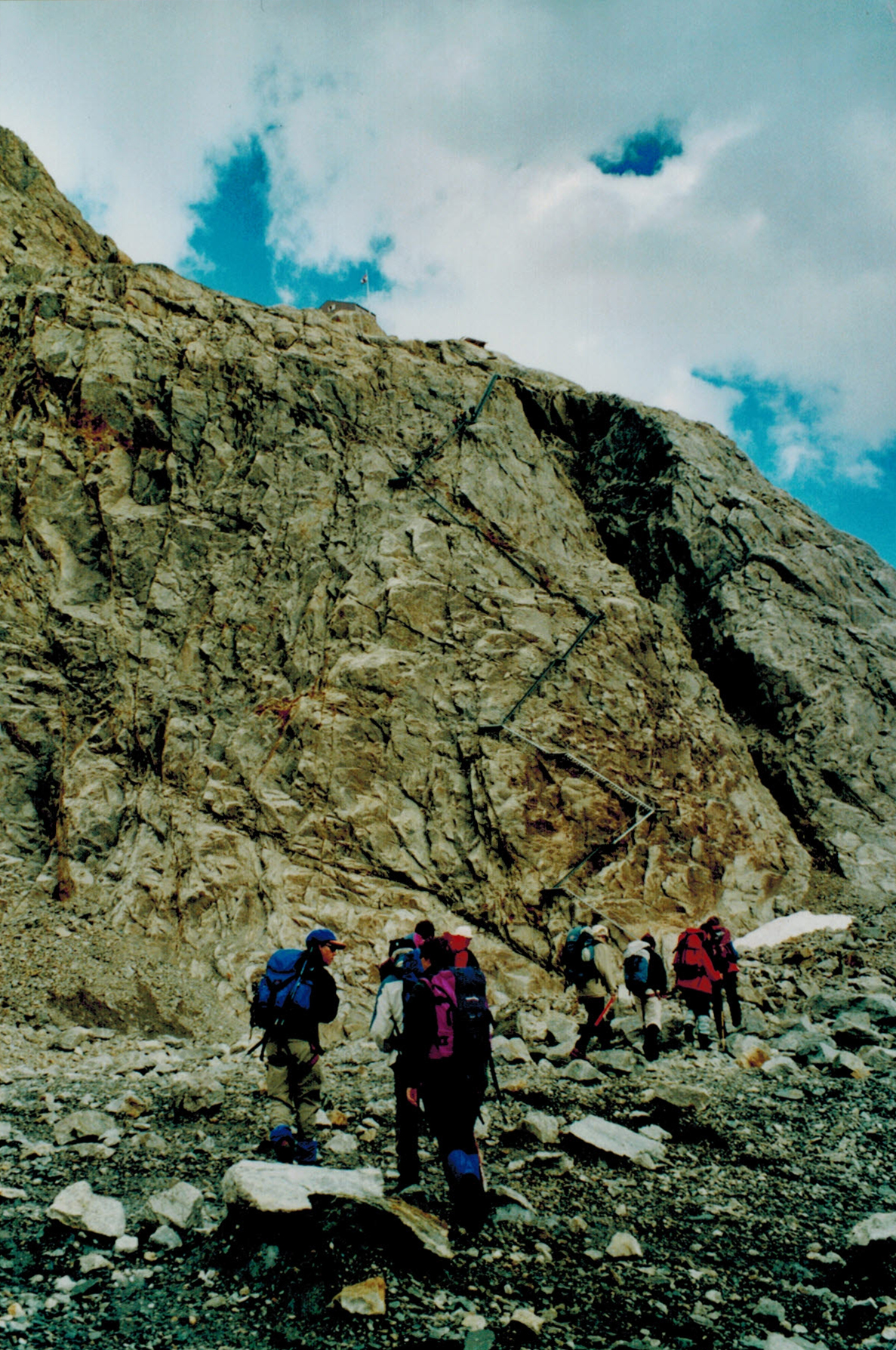
Die Stahltreppe vom Gletscher zur Konkordiahütte (2002)

1877 wurde die Hütte auf einem Felsen, rund 50 Meter über dem Gletscher erbaut. Diese Felsen konnten durch einen Weg auf Felsbändern relativ einfach überwunden werden. Durch die Gletscherschmelze und dem damit verbundenen Rückgang des Aletschgletschers musste eine Leiter, die mehrfach verlegt und verlängert wurde, installiert werden. Die Felsen, die durch den Druck des Gletschers zusammengehalten wurden, verloren immer mehr an Festigkeit und Stabilität. Aufgrund eines weiteren Gletscherrückgangs und einer dadurch erhöhten Steinschlaggefahr erfolgten 1945 erste Felssprengungen und eine Verlegung des Hüttenweges. Seit den 1950er beträgt der jährliche Rückgang der Gletscheroberfläche am Konkordiaplatz etwa 0,6 Meter pro Jahr. 1975 erfolgte die Installation einer Stahltreppe. 1999 mussten 370 Treppenstufen überwunden werden, aktuell (2007) liegt die Hütte über 150 Meter über dem Gletscher und wird über 433 Treppenstufen erreicht. Bei der letzten grossen Renovierung der Hütte wurde überlegt, den Standort zu wechseln, da der Fels, auf dem die Hütte aktuell liegt, durch den Gletscherrückgang immer mehr an Festigkeit verliert und der Zustieg so immer gefährlicher wird. Die Hütte konnte nur aufgrund verstärkter Sicherungs- und Befestigungsmassnahmen an ihrem aktuellen Standort verbleiben.

## Heutige Situation
Die Konkordiahütte ist heute immer noch im Besitz der SAC Sektion Grindelwald, sie wird von zwei Hüttenwarten bewirtschaftet. Die Hütte ist von März bis Mai und von Juli bis Ende September, sowie nach Vereinbarung, bewartet. Sie bietet 155 Schlafplätze, davon 120 im Haupthaus in 10 und 12 Bett-Zimmern und 35 im Nebenhaus in je einem 8, 10 und 17 Bett-Zimmer. Das Nebenhaus dient gleichzeitig auch als Winterraum ausserhalb der Bewartungszeiten. Die Trinkwasserversorgung wird durch drei Wasserreservoirs mit insgesamt 70'000 Litern Fassungsvermögen gesichert.
Mit 8600 Übernachtungen im Jahr 2007 war die Konkordiahütte nach der Britanniahütte die zweithäufigstbesuchte Berghütte des Schweizer Alpen-Clubs.
Bei der Konkordiahütte befindet sich eine Wetterstation, hier wurden für die Orkane Kyrill (225 km/h) und Emma (224 km/h) je die höchste Geschwindigkeit europaweit gemessen. Beim Orkan Andrea im Januar 2012 wurde sogar eine Böe mit 270 km/h registriert.

## Führer und Karten
- Karl Hausmann: Clubführer Berner Alpen 4 – Tschingelhorn bis Finsteraarhorn. SAC-Verlag 1997.
- Ralph Schnegg/Daniel Anker: Skitouren Berner Alpen Ost – Hohgant bis Aletschhorn. SAC-Verlag 2004.
- Landeskarte der Schweiz 1:25000: Blatt 1249 Finsteraarhorn.
- Landeskarte der Schweiz 1:50000: Blatt 264S  Jungfrau – Skitouren.